# Fabien
Fabien [fa.bjɛ̃] ist männlicher Vor- und Familienname.

## Herkunft und Bedeutung
→ Hauptartikel: Fabian
Bei Fabien handelt es sich um die französische Form des römischen Cognomens Fabianus. Der Name wird fast ausschließlich im französischen Sprachraum vergeben.
In Frankreich erlebte die Popularität des Namens ihren Höhepunkt in den 1970er und 1980er Jahren. Seit den 2000er Jahren wird er nur noch selten vergeben.
Die weibliche Form des Namens ist Fabienne.

## Namensträger

### Vorname
- Fabien Bacquet (* 1986), französischer Radrennfahrer
- Fabien Barel (* 1980), französischer Mountainbikefahrer
- Fabien Baron (* 1959), französischer Art Director
- Fabien Barthez (* 1971), französischer Fußballspieler und späterer Automobilrennfahrer
- Fabien Bertrand (* 1971), französischer Freestyle-Skier
- Fabien Clain (1978–2019), französischer Terrorist
- Fabien Delrue (* 2000), französischer Badmintonspieler
- Fabien Foret (* 1973), französischer Motorradrennfahrer
- Fabien Gabel (* 1975), französischer Dirigent und Trompeter
- Fabien Gilot (* 1984), französischer Schwimmer
- Fabien Giroix (* 1960), französischer Autorennfahrer
- Fabien Laurenti (* 1983), französischer Fußballspieler
- Fabien Lefèvre (Kanute) (* 1982), französischer Kanuslalomfahrer
- Fabien Lemoine (* 1987), französischer Fußballspieler
- Fabien Lévy (* 1968), französischer Komponist
- Fabien Libiszewski (* 1984), französischer Schachspieler
- Fabien Mary (* 1978), französischer Jazz-Trompeter
- Fabien Morel (* 1965), französischer Mathematiker
- Fabien Patanchon (* 1983), französischer Radrennfahrer
- Fabien Pelous (* 1973), französischer Rugby-Union-Spieler
- Fabien Rohrer (* 1975), Schweizer Snowboard-Freestyle-Fahrer
- Fabien Sanchez (* 1983), französischer Radrennfahrer
- Fabien Sevilla (* 1971), Schweizer Jazzmusiker
- Fabien Taillefer (* 1989), französischer Straßenradrennfahrer
- Fabien Vehlmann (* 1972), französischer Comicautor

### Familienname
- Cédric Fabien (* 1982), französischer Fußballspieler
- Karl Fabien (* 2000), französischer Fußballspieler